# Чуханов, Зиновий Фёдорович
Чуханов Зиновий Фёдорович (21 октября 1912 — 22 декабря 1986) — советский учёный-теплотехник, член-корреспондент АН СССР, один из основоположников энерготехнологического использования топлив.

## Научная биография
В 30-х годах работал в Государственном институте азотной промышленности, где совместно с М. К. Гродзовским предложил новый способ газификации твердого топлива — скоростную газификацию (при высоких скоростях фильтрации). На основании опытных данных подтвердил гипотезу об одновременном образовании СО и СО2 как первичных продуктов при горении и газификации угля и предложил теорию «выноса» горючих газообразных компонентов из зоны реакции.

В конце 30-х годов перешел в ВТИ, где продолжил исследования вместе с А. С. Предводителевым, Л. Н. Хитриным и др. Провел первые систематические исследования по горению углерода в низкотемпературной области (в диапазоне от 300—500 до 750—800°С), показал наличие двух конкурирующих механизмов реагирования углерода с кислородом: низкотемпературное окисление (протекает по суммарной реакции 3С + 2О2 = СО2 + 2СО) и высокотемпературное горение (в основном протекает по схема 2С + О2 = 2СО).

Исследовал процессы горения углерода на основе предложенного механизма (совместно с Н. А. Каржавиной). Предложил (раньше работ Х. И. Колодцева) ряд инженерных приемов для расчета режимов газификации углерода в слое, в том числе для расчета длины кислородной зоны, температурного профиля и скорости распространения зоны горения в слое топлива. Экспериментально показал, что длина кислородной зоны в слое угля составляет несколько диаметров частиц.
Одним из первых установил важную роль излучения при теплообмене в горящем слое.

В 50-х годах стал заниматься вопросами энерготехнологического использования твердого топлива. Предложил теорию последовательно-параллельных реакций пиролиза органической массы твердых топлив, на основе которой показал, что наиболее действенным способом управления процессами термического разложения топлива является скорость нагрева. Показал, что в существующих установках для полукоксования углей скоростью нагрева управлять практически невозможно, поэтому предложил проводить полукоксование мелкодисперсного топлива в потоке, в том числе с использованием твердого теплоносителя (например, золы).

Развивал теорию зажигания потока пылевидного топлива. Занимался также вопросами экономики добыли и использования ископаемых топлив.

Разработал ряд конструкций газогенераторов плотного и кипящего слоя, а также установок для быстрого пиролиза пылевидного угля и сланцев. Под его руководством и с его участием были разработаны установки для энерготехнологической переработки угля ЭТХ-175 (Красноярская ТЭЦ-2) и сланцев: УТТ-500 (Эстонская ТЭС). В связи с исчерпанием интереса в получении жидких продуктов пиролиза установки на настоящий момент не функционируют.

За работы в области горения угля и разработку технологий его сжигания в 1939 году стал членом-корреспондентом АН СССР.
Кроме вопросов горения угля занимался также исследованиями теплообмена в зернистых слоях и газовзвесях. Вместе с Е. А. Шапатиной показал, что критериальное уравнение для теплообмена между газом и частицами в зернистом слое не зависит от материала частиц и формулой Федорова (Nu ~ Re0.83). Предложил способ интенсификации теплообмена в трубах путём заполнения их насадками. Показал, что в газовзвесях критериальная зависимость коэффициента теплообмена аналогична формуле для зернистого слоя.
Скончался З.Ф.Чуханов 22 декабря 1986 года. Похоронен на Троицком новом кладбище Истринского района Московской области  .

## Награды
- орден Трудового Красного Знамени (10.06.1945)

- Гродзовский М. К., Чуханов З. Ф. О процессе газификации топлива // ДАН СССР. — 1934. — Т. 3. — № 5. — С. 356—359.
- Гродзовский М. К., Чуханов З. Ф. Высокоскоростная газификация в кислородной зоне. I. Газификация как процесс горения углерода // Химия твердого топлива. — 1936. — Т. 7. — № 9-10. — С. 902—919.
- Процесс горения угля. Механизм горения углерода и пути интенсификации сжигания твердых топлив / Под ред. А. С. Предводителева. — М.-Л.: ГОНТИ, 1938. — 132 с.
- Чуханов З. Ф. Окисление углерода // ДАН СССР. — 1940. — Т. 28. — № 1. — С. 33-37.
- Чуханов З. Ф. Замечания к вопросу температурного режима газификации слоя угля // ДАН СССР. — 1940. — Т. 26. — № 4. — С. 354—359.
- Чуханов З. Ф. Тепловой режим горения и газификации слоя твердого топлива // ДАН СССР. — 1944. — Т. 44. — № 7. — С. 297—301.
- Чуханов З. Ф., Шапатина Е. А. Динамика процесса швелевания твердого топлива. Сообщение 1 // Известия АН СССР. Отделение технических наук. — 1945. — № 7-8. — С. 746—763.
- Чуханов З. Ф. Эффективность конвективного теплообмена при различных гидродинамических режимах // ДАН СССР. — 1946. — Т. 53. — № 9. — С. 805—808.
- Чуханов З. Ф. Высокоскоростной метод интенсификации конвективного переноса тепла и вещества // Известия АН СССР. Отделение технических наук. — 1947. — № 10. — С. 1341—1356.
- Чуханов З. Ф. Общий принцип интенсификации конвективного подвода тепла и веществ // ДАН СССР. — 1947. — Т. 56. — № 3. — С. 261—264.
- Чуханов З. Ф. Интенсификация конвективного теплообмена искусственной турбулизацией пограничного слоя // ДАН СССР. — 1947. — Т. 57. — № 1. — С. 35-38.
- Чуханов З. Ф. Неизотермическое горение углеродного канала при ламинарном режиме // ДАН СССР. — 1948. — Т. 52. — № 3. — С. 333—336.
- Чуханов З. Ф. К проблеме мощного газогенератора в связи с газоснабжением крупных городов и промышленных предприятий // Известия АН СССР. Отделение технических наук. — 1948. — № 7. — С. 1101—1111.
- Чуханов З. Ф. Неизотермическое горение частиц углерода (кокса) в слое // ДАН СССР. — 1949. — Т. 65. — № 5. — С. 673—676.
- Чуханов З. Ф. Комплексное энерго-химико-технологическое использование твердого топлива // Вестник АН СССР. — 1949. — № 9. — С. 62-72.
- Чуханов З. Ф. Разделение процессов прогрева и полукоксования топливных частиц // ДАН СССР. — 1950. — Т. 72. — № 4. — С. 687—690.
- Чуханов З. Ф. Уравнение движения очага // ДАН СССР. — 1951. — Т. 77. — № 4. — С. 611—614.
- Чуханов З. Ф. Воспламенение коксовой пыли // ДАН СССР. — 1951. — Т. 81. — № 5. — С. 821—824.
- Чуханов З. Ф. Вопросы теории горения углерода-кокса и пути развития техники сжигания и газификации твердых топлив // Известия АН СССР. Отделение технических наук. — 1953. — № 4. — С. 562—598.
- Чуханов З. Ф. Вопросы теории термической переработки топлив // Известия АН СССР. Отд. техн. наук. — 1954. — № 8. — С. 7-22.
- Чуханов З. Ф., Хитрин Л. Н., Голубцов В. А. Энерготехнологическое использование топлив — новый этап развития энергетики // Теплоэнергетика. — 1955. — № 7. — С. 3-12.
- Чуханов З. Ф., Хитрин Л. Н., Голубцов В. А. Комплексное энерготехнологическое использование топлива // Вестник АН СССР. — 1956. — № 1. — С. 27-37.
- Чуханов З. Ф. Комплексное энерготехнологическое использование топлив // Вестник АН СССР. — 1957. — № 5. — С. 26-33.
- Чуханов З. Ф. Некоторые проблемы топлива и энергетики. — М.: Издательство АН СССР, 1961. — 480 с.
- Чуханов З. Ф. Воспламенение и тепловой режим горения коксовых частиц // ИФЖ. — 1960. — Т. 3. — № 8. — С. 125—135.
- Чуханов З. Ф. Комплексное энерготехнологическое использование топлив в условиях новой структуры топливного баланса // Энерготехнологическое использование топлива. Сб. статей. Выпуск 2. Отв. ред. З. Ф. Чуханов. — М.: Изд-во АН СССР, 1962. — С. 13-83.
- Chukhanov Z.F. Heat and mass transfer between gas and granular material — Part III // International Journal of Heat and Mass Transfer. — 1971. — V. 14. — No. 3. — P. 337—351.
- Чуханов З. Ф. Научно-технические проблемы развития топливно-энергетического комплекса СССР // Вестник АН СССР. — 1976. — № 9. — С. 104—119.
- Чуханов З. Ф. Некоторые ключевые научно-технические проблемы развития топливно-энергетического комплекса страны в XX веке // Энерготехнологическое использование топлива. Сборник трудов. Выпуск 59 / Отв. ред. З. Ф. Чуханов. — М.: ЭНИН, 1978. — С. 8-40.
- Основные положения разработки технологии управляемого высокоскоростного пиролиза твердых топлив / З. Ф. Чуханов, Е. А. Шапатина, В. А. Карасев, А. П. Кашуричев // Энерготехнологическое использование топлива. Сборник трудов. Выпуск 59. / Отв. ред. З. Ф. Чуханов. — М.: ЭНИН, 1978. — С. 40-48.
- Чуханов З. Ф., Тер-Оганесян Г. К., Старостина Н. Г. Производство «угольной нефти». Процесс термического реагирования угля // Энерготехнологическое использование топлив. Сб. науч. тр. / Отв. ред. З. Ф. Чуханов. — М.: ЭНИН, 1984. — С. 12-28.